# Beverley Bass
Beverley Bass (ur. 1951 lub 1952 w Fort Myers) – amerykańska pilot, pierwsza kobieta w stopniu kapitana w samolotach pasażerskich linii lotniczych American Airlines.
W momencie zatrudnienia przez American Airlines w 1976 roku była dopiero trzecią kobietą pracującą dla tych linii lotniczych. W 1986 roku została kapitanem pierwszej załogi w całości obsadzonej kobietami w historii lotnictwa, na trasie z Waszyngton-Dulles do Dallas-Fort Worth.

## Życiorys
Bass urodziła się i wychowała w Fort Myers na Florydzie. W 1970 roku ukończyła miejscową szkołę średnią, po czym rozpoczęła studia z iberystyki i projektowania wnętrz, które ukończyła w maju 1974 roku z tytułem bachelor’s degree. Bass wskazuje swoją ciotkę jako osobę, która zainspirowała ją lotnictwem. Ojciec Bass, obawiając się utraty jej zainteresowania końmi należącymi do rodziny, które Beverley miała odziedziczyć, odmówił jej lekcji latania.
Bass rozpoczęła naukę latania w trakcie pierwszego roku studiów, w 1971 roku w Teksasie. Pierwsze loty odbyła na lotnisku Fort Worth Meacham International Airport spędzając tam 6 godzin każdego popołudnia od godziny 15:00 do 21:00. Pierwsze doświadczenie zawodowe Bass uzyskała, gdy miejscowy przedsiębiorca pogrzebowy musiał przewieźć ciało młodej kobiety do Arkansas.

### Kariera
Kariera Bass w lotnictwie komercyjnym była utrudniona ze względu na panujące ówcześnie normy społeczne. W wywiadzie z 2017 roku Bas wspomniała, że nie były jej oferowane loty, których pasażerami byli członkowie zarządu linii, ponieważ spotkałoby się z dezaprobatą ze strony ich żon. W 1976 roku Bass została zatrudniona na stanowisku pilota jako trzecia kobieta w American Airlines. W 1986 roku została pierwszą kobietą w stopniu kapitana w samolotach pasażerskich liniach lotniczych American Airlines.

### Pierwszy żeński lot
30 grudnia 1986 roku była kapitanem pierwszej załogi w całości obsadzonej kobietami w historii lotnictwa odrzutowego, na trasie z Waszyngton-Dulles do Dallas-Fort Worth. Według rzecznika American Airlines taki skład załogi nie był planowany, a siedem kobiet same ustaliły swoje grafiki w ten sposób. W Dallas samolot został przywitany przez ekipy reporterskie, które zostały wpuszczone przez Bass na pokład samolotu.

### 11 września 2001 roku
11 września 2001 roku Bass pilotowała lot AA49 Boeingiem 777 z Paryża do Dallas, gdy dowiedziała się o zamachach Al-Ka’idy. W ramach Operation Yellow Ribbon jej lot został przekierowany do Portu lotniczego Gander na Nowej Fundlandii. Lot AA49 był 36. z 38 samolotów przekierowanych do tego miasta. Spowodowało to, że populacja Gander zwiększyła się z 9400 do ponad 16 000 w przeciągu kilku godzin. Razem z pasażerami swojego lotu Bass spędziła 21 godzin na płycie lotniska, po których zostali oni przewiezieni do Gander i okolicznych miasteczek. Załogi oraz pasażerowie wszystkich samolotów spędzili w Gander 5 dni, nocując w domach mieszkańców oraz w budynkach użyteczności publicznej (m.in. remizie, szkole, ratuszu), kiedy to przestrzeń powietrzna nad Ameryką Północną została ponownie otwarta przez FAA i Transport Canada.

### Emerytura
Bass przeszła na emeryturę w 2008 roku. Jej ostatnim lotem za sterem samolotu był lot z Gander do Dallas.

## Come from Away
Z ponad 100 członków załóg samolotów, które w 2001 roku zostały przekierowane do Gander, Beverley Bass była jedyną osobą, która wzięła udział w uroczystościach 11 września 2011 roku w Gander. Uroczystości były związane z 10. rocznicą wydarzeń z września 2001 roku, podczas której przekazano fragment stali ze zniszczonych 10 lat wcześniej World Trade Center do North Atlantic Aviation Museum. Podczas uroczystości Bass została zaproszona do wywiadu przez parę kanadyjskich pisarzy: Irenę Sankoff i Davida Heina. W trakcie trwającej 4 godziny rozmowy Bass podzieliła się z nimi historią swojego życia oraz osobistymi doświadczeniami z września 2001 roku. Sankoff i Hein, na podstawie opowieści Bass, obecnych na uroczystościach pasażerów oraz mieszkańców Gander, rozpoczęli prace nad musicalem Come from Away, który miał swoją premierę w 2015 roku w La Jolla Playhouse.
W musicalu na Broadwayu (Gerald Schoenfeld Theatre) w rolę Bass wciela się kanadyjska aktorka Jenn Colella. O ile postać Bass w musicalu jest bohaterem zbiorowym, który łączy w sobie doświadczenia wielu pilotów, to piosenka „Me and the sky” jest oparta w całości na życiu Beverley Bass.
W 2017 roku podczas rozdania Tony Award musical uzyskał nominacje w kategoriach: najlepszy musical, najlepsza oryginalna kompozycja muzyczna, najlepszy scenariusz, najlepszą aktorkę drugoplanową (dla Jean Colleli) oraz za najlepszy scenariusz (dla Christophera Ashleya).

## Życie prywatne
W 1986 roku Bass poślubiła Toma Stawickiego, z którym ma dwoje dzieci: syna Taylora (ur. maj 1991) oraz córkę Paige (ur. październik 1992).
Prywatnie Bass przyjaźni się z Jenn Colellą, odtwórczynią jej roli w musicalu.